# Tableau de bord (gestion)
Pour les articles homonymes, voir Tableau de bord.
 (16 octobre 2017).
Le tableau de bord de gestion est un outil d'évaluation de l'organisation d'une entreprise ou d'une institution constitué de plusieurs indicateurs de sa performance à des moments donnés ou sur des périodes données. En informatique décisionnelle, le tableau de bord de gestion est utilisé dans les entreprises afin de permettre la visualisation de données brutes, les rendant ainsi plus accessibles et compréhensibles. Elle donne du sens à ces données. Pour cela, elle fait appel à différentes représentations visuelles et différents types de hiérarchisation de la donnée. 
C’est un moyen efficace d’avoir une vue en temps réel ou différé des enjeux de son activité. L’agrégation de données clés permet de gagner en efficacité et de prendre de meilleures décisions.

## Description
« [Le tableau de bord est] un ensemble d’indicateurs peu nombreux (5 à 10) conçus pour permettre aux gestionnaires de prendre connaissance de l’état de l’évolution des systèmes qu’ils pilotent et d’identifier les tendances qui les influenceront sur un horizon cohérent avec la nature de leurs fonctions. »

— H. Bouquin, Le Contrôle de gestion
Un tableau de bord de gestion est un échantillon réduit d'indicateurs permettant à un gestionnaire de suivre l'évolution des résultats, les écarts par rapport à des valeurs de référence (objectifs fixés, normes internes ou externes, références statistiques), le plus possible en temps réel, en se concentrant sur ceux qu'il considère comme les plus significatifs.

« Il confirme de façon structurée les impressions du responsable et lui indique la nécessité d’entreprendre une action ou une analyse plus approfondie. En cernant la zone à problème, il oriente des corrections à mener ou les pistes à explorer avant d’agir. »

— M. Gervais
Un indicateur est un paramètre ou une combinaison de paramètres qui représente l'état ou l'évolution d'un système, il est choisi en fonction des leviers d'action qui seront utilisés pour prendre d'éventuelles mesures correctives et donc en fonction de décisions à prendre dans le futur.
On distingue plusieurs familles d'indicateurs présents dans des tableaux de bord : les indicateurs d'activité (quantité produite, volume d'achat, chiffre d'affaires), les indicateurs financiers (il s'agit des charges par nature comme les salaires, achat, frais généraux), les indicateurs de rentabilité (résultat net, marge opérationnelle), les indicateurs de qualité (délai de fabrication, satisfaction des clients, réclamation).
Les données sont généralement issues d'un système d'information de gestion (SIG). Robert S. Kaplan et David P. Norton ont élaboré une méthode de conception d'un tableau de bord prospectif d'entreprise (« balanced scorecard ») qui s'inspire des travaux de Michael Porter relatifs à la chaîne de valeur dans l'entreprise.
Le tableau de bord est un outil de pilotage à la disposition d'un responsable ou de son équipe pour prendre des décisions et agir en vue de l'atteinte d'un but qui concourt à la réalisation d'objectifs stratégiques. C'est un outil d'aide au management pour piloter (orienter les évolutions et les effets du fonctionnement d'un système), animer une équipe en développant une réflexion collective, et organiser dans le but d'utiliser au mieux les ressources.
Le tableau de bord prospectif permet de valider et d'ajuster la stratégie ; le tableau de bord de pilotage permet de mettre l'opérationnel au service de la stratégie.
Un tableau de bord de pilotage est constitué d'un ensemble d'indicateurs définis par consensus, de procédures de collecte d'information et de procédures d'exploitation (utilisation des résultats). Il permet de répondre aux objectifs de management suivants :
- évaluer la performance,
- réaliser un diagnostic de la situation,
- communiquer,
- informer,
- motiver les collaborateurs,
- progresser de façon continue.

## Enjeux et paramètres
Un tableau de bord d'un gestionnaire ou d'un décideur présente des indicateurs permettant de suivre et d'anticiper le fonctionnement et l'activité de l'entreprise ou du service.
Un ou plusieurs indicateurs type présente la progression par rapport à un objectif de gestion fixé. Ainsi, l'utilisateur sait quelles actions il doit entreprendre pour atteindre son objectif.
Par exemple :
- domaine commercial - chiffre d’affaires, marge moyenne, nombre de nouveaux clients…
- domaine de management de la qualité: nombre de réclamations clientèle, activité du service après-vente…
- domaine de finances - Flux de trésorerie solde de trésorerie, volume des encours, délai de règlement clients, ROI (Retour sur investissement)…
- domaine de production - productivité quantités produites, nombre de défauts en sortie, nombre d'heures supplémentaires, Taux de rendement synthétique, Taux de rendement global…
- domaine logistique - le taux de service, la rotation de stock, les dépenses d'exploitation…
- domaine de ressources humaines - turnover, absentéisme, dépenses de formation, le taux de fréquence et de gravité (accidentalité du travail)…
- domaine de gestion de projets - valeur acquise d'un projet, indicateur d'efficacité (Indicateur de Performance des Coûts (IPC) ou Cost Performance Index (CPI) en anglais), indicateur d'efficience (Indicateur de Performance des Délais (IPD) ou Schedule Performance Index (SPI) en anglais), etc.

Le tableau de bord prospectif est un tableau de bord qui intègre des gains tangibles et non mesurables, pour relier les nouvelles capacités d'évolution qualitative de l'organisation aux résultats financiers de celle-ci.
Normalement, un tableau de bord de gestion est un échantillon réduit d'indicateurs.

## Conception
L’élaboration du tableau de bord doit être cohérente avec l’organigramme de l’entreprise. Cette cohérence existe à deux niveaux :
- Au niveau de l’ensemble, le réseau de tableaux de bord épouse l’articulation des niveaux hiérarchiques et des fonctions. La liste des tableaux de bord est en fonction du nombre de responsables dans l’entreprise. On mettra en œuvre le principe gigogne. Celui-ci consiste à regrouper les différents tableaux de bord sous une forme calquée sur l’organigramme ;
- Au niveau de chaque tableau de bord, les informations retenues concernent spécifiquement la gestion du responsable qui en est le premier destinataire et couvrent les points clés de la délégation qu’il a reçue.

## Méthodes de conception
Il existe plusieurs méthodes de conception applicables selon le type d'organisation et la finalité poursuivie. Les plus utilisées dans le monde francophone sont :
- La méthode des Balanced Scorecard de Robert Kaplan et David Norton, orientée stratégie, elle en facilite le déploiement opérationnel sur le terrain ;
- La méthode Gimsi de Alain Fernandez, axée sur l'humain : elle se concentre sur les besoins des décideurs de terrain en situation (orientée informatique décisionnelle) ;
- La méthode Ovar de HEC est orientée contrôle de Gestion.

### Présentation
La présentation du tableau de bord doit être abrégée, synoptique et convergente.
Les indicateurs pertinents et synthétiques doivent être mis en valeur.
Le tableau de bord est un document pédagogique qui doit attirer l’attention sur l’important, sur l’urgent et sur le décisif.

### Dynamique
La rapidité d’édition du tableau de bord peut l’emporter sur la précision. Il faut que les dirigeants disposent d’un instrument dans des délais raisonnables pour qu’ils puissent agir et réagir rapidement.

### Contenus
Un tableau de bord consiste à concilier des exigences apparemment contradictoires, à savoir :
- Retenir peu d’indicateurs mais tous ceux qui sont essentiels ;
- Personnaliser le tableau de bord pour son destinataire tout en respectant une présentation homogène ;
- Abréger les informations en passant d’un niveau à un autre en facilitant le dialogue entre les responsables de ces différents niveaux.
- Le tableau de bord contient des indicateurs et des graphiques ; les indicateurs que contient le tableau de bord doivent répondre à certains critères préalablement sélectionnés. Ils doivent être :
  - Clairs et simples.
  - Significatifs et durables.
  - Cohérents entre eux.
  - Personnalisés : l’opérationnel concerné doit y reconnaître ce qui le différencie des autres centres de responsabilité et ce qui traduit le résultat de ses efforts et de la qualité de sa gestion.

D’un point de vue technique, les indicateurs prennent la forme :
- D’indicateurs physiques (quantité, heures machines, heures travaillées, visites effectuées).
- D’indicateur financiers se rapportant aux coûts, aux produits, aux marges, aux résultats.
- De ratios.
- D’indicateurs relatifs à l’environnement (évolution de la concurrence, évolution des statistiques relatives au coût de la vie).
- D’indicateurs relatifs à l’activité (quantités vendues ou fabriquées, chiffre d’affaires).

S’agissant d’une information destinée à des responsables opérationnels, les indicateurs doivent être, à chaque fois que cela est possible, présentés sous une forme physique (kg., m2, heures, etc.). Ceux-ci sont en effet considérés comme étant plus explicites.
Les graphiques dans certains cas, peuvent mieux que des chiffres exprimer l’indicateur. Ceux-ci ne peuvent évidemment être le seul mode de présentation ; cependant, les graphiques peuvent compléter très utilement le tableau de bord.
Les formes de graphiques
D’une manière générale, la forme graphique est particulièrement adaptée à l'information que l'on souhaite présenter :
- De séries s’étendant sur une assez longue période, lorsque la tendance qui se dégage a plus d’importance que la valeur absolue du dernier chiffre connu ;
- De corrélations entre divers phénomènes dont l’évolution simultanée ne pourrait être clairement appréciée dans des tableaux de chiffres.

Les exemples de graphiques pouvant figurer dans le tableau de bord sont nombreux, dont voici quelques-uns :
- Courbe cumulative.
- Graphique semi-logarithmique.
- Graphique en dents de scie.
- Graphique en banderole.
- Graphique à coordonnées polaires.
- Graphique de Gantt.